# Chrestosema erythropum
Chrestosema erythropum är en stekelart som beskrevs av Förster 1869. Chrestosema erythropum ingår i släktet Chrestosema, och familjen glattsteklar. Arten är reproducerande i Sverige.